# Kris Foucault
Kristopher „Kris“ Foucault (* 12. Dezember 1990 in Calgary, Alberta) ist ein kanadischer Eishockeyspieler, der zuletzt bis März 2023 bei den Iserlohn Roosters aus der Deutschen Eishockey Liga (DEL) unter Vertrag gestanden und dort auf der Position des linken Flügelstürmers gespielt hat. Zuvor war Foucault bereits für die Grizzlys Wolfsburg, den ERC Ingolstadt und Eisbären Berlin in der DEL aktiv und bestritt darüber hinaus eine Partie für die Minnesota Wild in der National Hockey League (NHL).

## Karriere

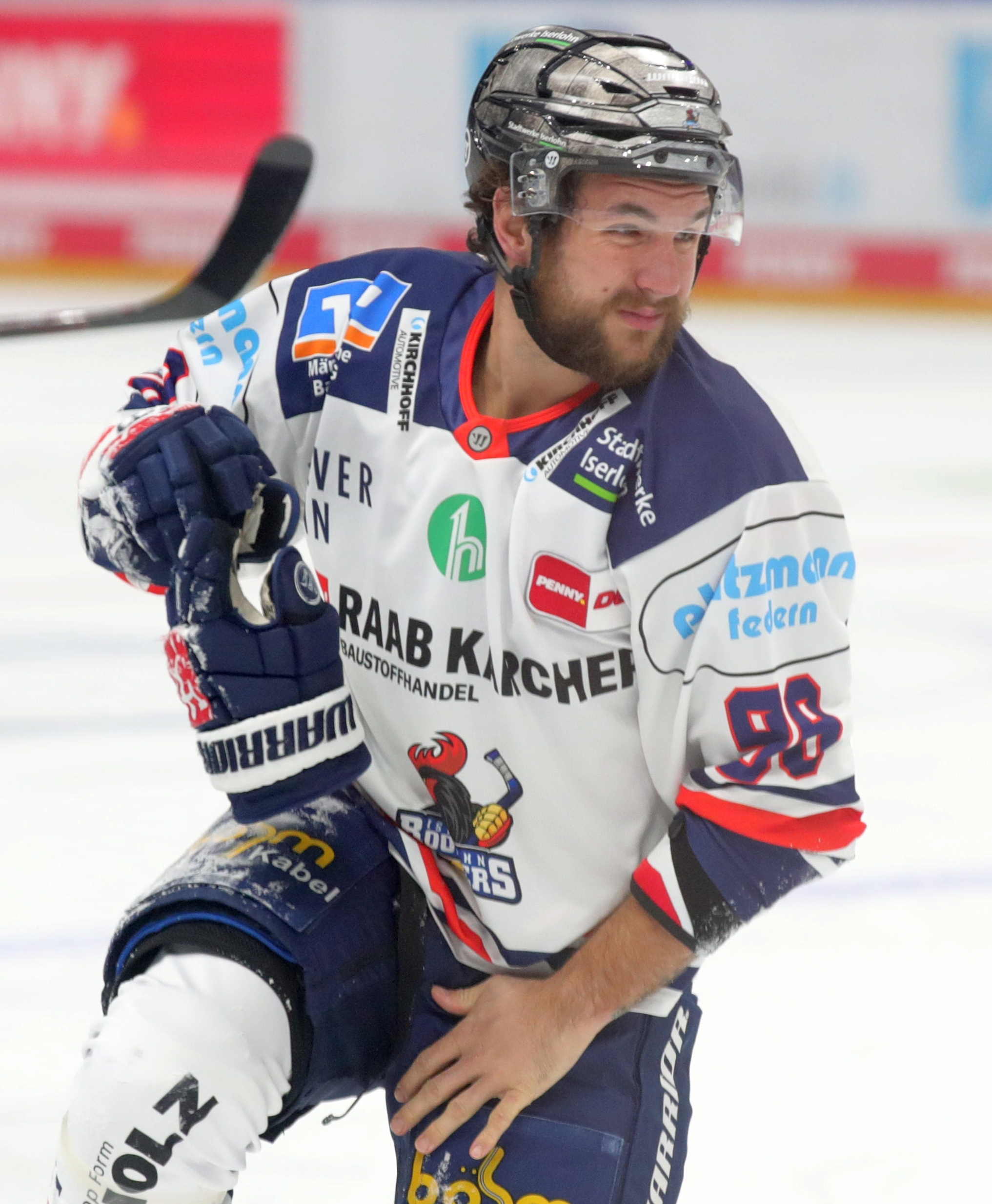
Foucault im Trikot der Iserlohn Roosters (2022)

Foucault spielte in seiner Juniorenzeit in der Western Hockey League (WHL) für die Swift Current Broncos, Kootenay Ice und in seiner Heimatstadt für die Calgary Hitmen. Er wurde beim NHL Draft 2009 in der vierten Runde an insgesamt 103. Stelle von Minnesota Wild aus der National Hockey League (NHL) ausgewählt. In der Saison 2009/10 gewann er mit den Hitmen die WHL-Meisterschaft in Form des Ed Chynoweth Cups. In der folgenden Spielzeit 2010/11 kam er für die Hitmen in 65 Einsätzen auf 25 Tore und 23 Vorlagen, erreichte somit den Bestwert innerhalb der Mannschaft. Im Mai 2011 setzte Foucault seinen Namen unter einen Dreijahresvertrag bei den Minnesota Wild. Während der drei Jahre kam er meist in Farmteams in der American Hockey League (AHL) zum Einsatz, und zwar für die Houston Aeros sowie Iowa Wild. Zu seinem NHL-Debüt kam er im Februar 2012 gegen die Anaheim Ducks.
Im Juli 2014 unterschrieb Foucault einen Vertrag beim österreichischen Erstligisten Vienna Capitals, für den er in der Saison 2014/15 in 54 Spielen 22 Tore erzielte und an 25 weiteren als Vorlagengeber beteiligt war. Er erreichte mit der Wiener Mannschaft das Finale der Erste Bank Eishockey Liga (EBEL). Zur Saison 2015/16 wechselte Foucault in die Schweiz zu den ZSC Lions. Im Laufe der Spielzeit trug er in 16 Partien der National League A (NLA) das ZSC-Trikot und spielte zudem zwölf Mal für das Farmteam der Zürcher, die GCK Lions, in der National League B (NLB). Mit den ZSC Lions gewann er im Februar 2016 den Schweizer Pokalwettbewerb. Mit der kanadischen Auswahl gewann Foucault im Dezember 2015 den Spengler Cup.
Im Mai 2016 gaben die Grizzlys Wolfsburg aus der Deutschen Eishockey Liga (DEL) Foucaults Verpflichtung bekannt. Er unterzeichnete einen Zweijahresvertrag. Ende November 2016 zog er sich eine schwere Hüftverletzung zu. Im Spieljahr 2018/19 kam er wegen einer Gehirnerschütterung auf lediglich sieben Einsätze für die Niedersachsen. Im April 2019 gab der ERC Ingolstadt Foucaults Verpflichtung bekannt. Mit 16 Toren und 26 Vorlagen belegte der Linksschütze in der Spielzeit 2019/20 den 19. Platz in der DEL-Scorerliste und wechselte anschließend zu den Krefeld Pinguinen. Im November 2020 trennte er sich von den Krefeldern nach internen Diskussionen um eine weitere geforderte Gehaltskürzung und wechselte zu den Eisbären Berlin. Nachdem er mit den Eisbären Deutscher Meister geworden war, wurde er im Mai 2021 von den Iserlohn Roosters verpflichtet, wo er schließlich bis zum Ende der Saison 2022/23 aktiv war. Anschließend wurde sein auslaufender Vertrag nicht verlängert, nachdem er wegen wiederholter Gehirnerschütterungen in den zwei Spielzeiten lediglich 43 Partien absolviert hatte.

## Erfolge und Auszeichnungen
| - 2010 Ed-Chynoweth-Cup-Gewinn mit den Calgary Hitmen - 2015 Spengler-Cup-Gewinn mit dem Team Canada - 2016 Schweizer Cupsieger mit den ZSC Lions | - 2017 Deutscher Vizemeister mit den Grizzlys Wolfsburg - 2021 Deutscher Meister mit den Eisbären Berlin |

## Karrierestatistik

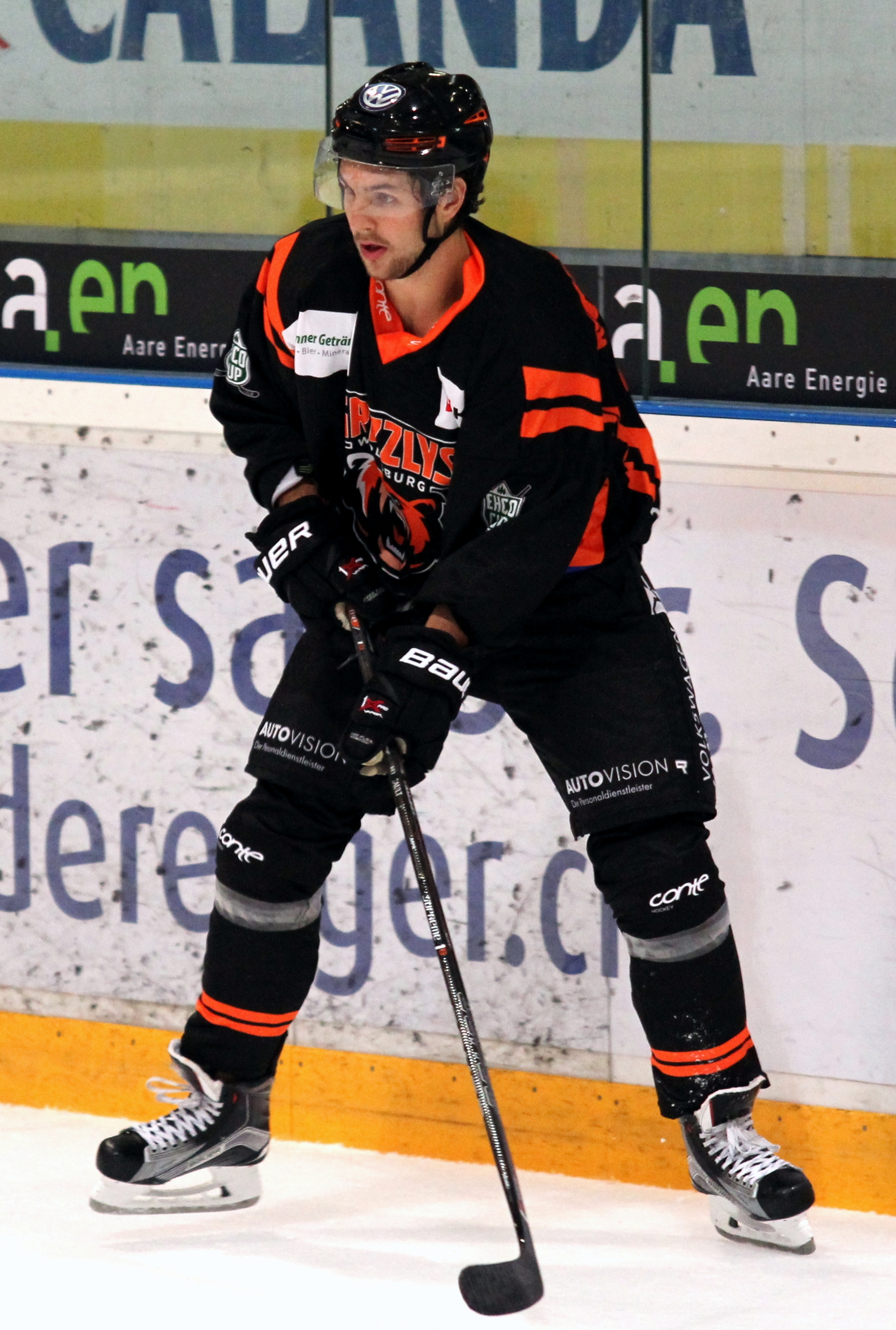
Foucault als Spieler der Grizzlys Wolfsburg (2016)

Stand: Ende der Saison 2022/23
(Legende zur Spielerstatistik: Sp oder GP = absolvierte Spiele; T oder G = erzielte Tore; V oder A = erzielte Assists; Pkt oder Pts = erzielte Scorerpunkte; SM oder PIM = erhaltene Strafminuten; +/− = Plus/Minus-Bilanz; PP = erzielte Überzahltore; SH = erzielte Unterzahltore; GW = erzielte Siegtore; 1 Play-downs/Relegation; Kursiv: Statistik nicht vollständig)